# Put-in-Bay
Put-in-Bay is een plaats (village) in de Amerikaanse staat Ohio, en valt bestuurlijk gezien onder Ottawa County.

## Demografie
Bij de volkstelling in 2000 werd het aantal inwoners vastgesteld op 128.
In 2006 is het aantal inwoners door het United States Census Bureau geschat op 130, een stijging van 2 (1.6%).

## Geografie
Volgens het United States Census Bureau beslaat de plaats een oppervlakte van
1,7 km², waarvan 1,2 km² land en 0,5 km² water. Put-in-Bay ligt op ongeveer 176 m boven zeeniveau.

## Plaatsen in de nabije omgeving
De onderstaande figuur toont nabijgelegen plaatsen in een straal van 28 km rond Put-in-Bay.